# Reka (Polskava)
Réka je levi pritok Polskave in danes spodnji del Framskega potoka dolvodno od zadrževalnika Požeg. Sicer majhen potok je bil v preteklosti glavni odtok vode iz gozdnatih čretov med vasema Požeg in Zgornja Gorica. V tem mokrotnem gozdu je nastal iz več manjših potokov, od Stražgonjce naprej pa je tekel proti jugovzhodu približno v isti smeri kot današnji Framski potok. Na starih avstrijskih vojaških zemljevidih je ime potoka zapisano kot Recka Bach oziroma Rega Bach in Reka Bach. 
Tudi v drugih, nekoliko starejših virih, se za ta del Framskega potoka uporablja ime Reka.
Z obsežnimi melioracijami v letih 1976–1986 so močno spremenili vodne razmere v tem delu Dravskega polja. Sredi čretov so zgradili protipoplavni zadrževalnik Požeg, vanj se stekajo vode Framskega in Morskega potoka ter nekaj manjših potočkov. Iz njega tečejo vode proti jugovzhodu vse do izliva v Polskavo južno od Župečje vasi. Ta del današnjega Framskega potoka (Reke) je povsem umetna struga trapezastega prečnega profila, skoraj brez obvodnega rastlinja na bregovih. Namesto nekdanjih mokrotnih travnikov, ki so jih potoki redno poplavljali skoraj vsako leto, segajo danes njivske površine povsem do brežin.